# La Liga Filipina

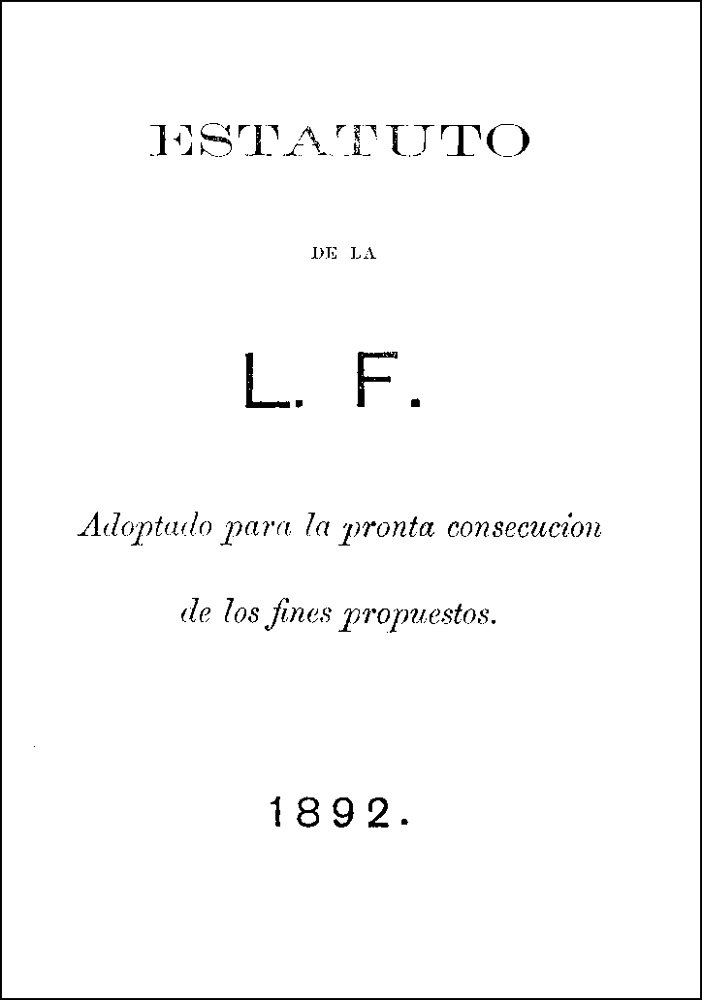

La Liga Filipina var en 1891 i Hongkong av José Rizal bildad hemlig sammanslutning, som till sitt mål satte Filippinernas självständighet från Spanien.
1892 bildades en avdelning i Manilla, och förbundets agitation var en av de drivande krafterna till utbrottet av revolutionen 1896. Sedan ledare samma år fängslats i Barcelona och avrättats, upphörde snart ligans tillvaro.